# Grabowo (powiat ostrowski)
Grabowo – wieś w Polsce położona w województwie mazowieckim, w powiecie ostrowskim, w gminie Zaręby Kościelne.
W skład sołectwa wchodzą Grabowo i Świerże-Kolonia.
W latach 1975–1998 miejscowość należała administracyjnie do województwa łomżyńskiego.